# Fuentes del Guadalquivir

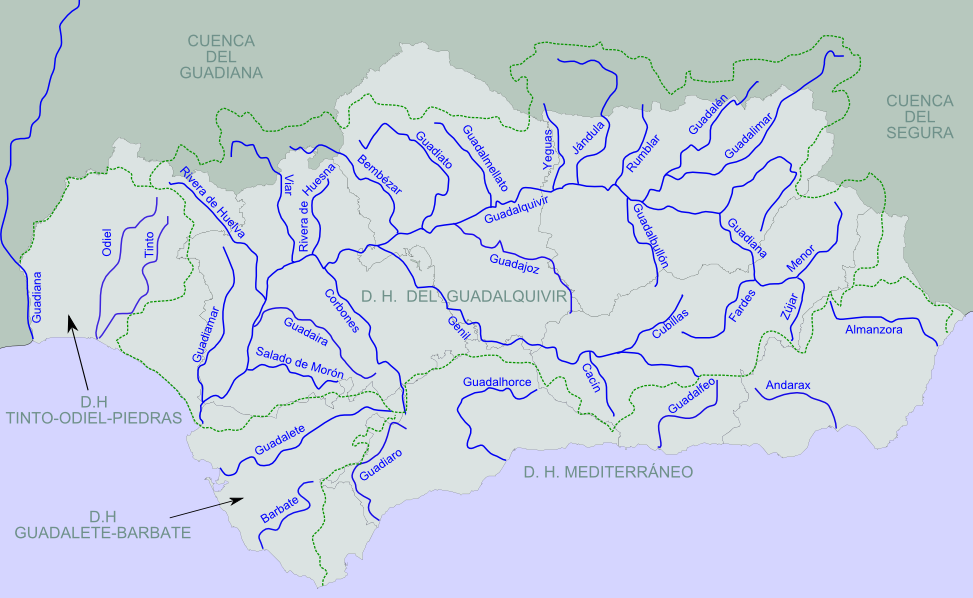
El río Guadalquivir y sus afluentes.

El origen del río Guadalquivir, es decir, sus fuentes, ha sido localizado a lo largo de la historia en diversos lugares, quedando finalmente como oficial la ubicación de la Cañada de las Fuentes, en Quesada (Sierra de Cazorla, Jaén), aunque estudios recientes situarían su origen en la Fuente de los Agujeros, en la Sierra de la Sagra, en el municipio de Puebla de Don Fadrique (Granada).

## Introducción
En un libro publicado en 1977 por la propia Confederación Hidrográfica del Guadalquivir, y llamado Guadalquivires, se acepta la tesis del Guadiana Menor como verdadero cauce alto del Guadalquivir. Esta tesis ha sido mantenida igualmente por muchos otros geógrafos e ingenieros contemporáneos, desde el primer tercio del siglo XX, como Jesús Tejero, Revenga Carbonell, Mariano Palancar y otros, hasta el punto de que puede considerarse como científicamente aceptada, aunque oficialmente no suponga ningún cambio del status actual del Alto Guadalquivir.

## Las fuentes del Guadalquivir en la Historia
Los historiadores han tomado partido, a lo largo de los siglos, por una u otra opción de cabecera del río Betis o Río Grande, proponiendo diversas fuentes, aunque hasta el año 1243 todos ellos coincidían en algo: ninguno postulaba al Alto Guadalquivir, el actual Guadalquivir oficial, como fuente del Gran Río.

### La situación en el mundo antiguo

#### Fuentes griegas
Los griegos fueron los primeros en interesarse por el Gran Rio del sur de Iberia, al que llamaron río de Tartessos, aunque no entraron en el análisis de sus fuentes, puesto que su información venía, principalmente, de las colonias fenicias de la costa.

#### Fuentes romanas
Los historiadores y geógrafos de la antigua Roma propusieron dos cabeceras diferentes, aunque un gran número de ellos (Estrabón, Posidonio, etc.) se limitaron a situar el origen del río en la Orospeda, es decir, en el gran macizo de montañas que forman las actuales sierras de Alcaraz, Cazorla, Segura, Castril y La Sagra:
- a) Guadalimar - Guadalmena: el Guadalimar es el afluente más caudaloso del Guadalquivir por su margen derecha, y el Guadalmena un afluente de este, que nace en Alcaraz, provincia de Albacete. Tanto Polibio como Escimno (200-120 a. C.) señalaban que el Betis nacía en la meseta.[5]

- b) Guadiana Menor: es el primer gran afluente del actual Guadalquivir, por su margen izquierda, y se forma por la unión de los ríos Fardes y Barbata (o Guardal). El nombre tiene un origen independiente del río Guadiana, pues proviene de su nombre original hispano (Anas) con el prefijo Wadi. El cauce del Barbata y su afluente el río de Orce, se encontraban en la ruta, entonces muy frecuentada, que iba de Cástulo a Ilucro, y responde plenamente a la descripción que hace Plinio el Viejo del Gran Río:

El Betis que surge (...) del monte boscoso de Tugia, junto al cual nace el Segura, que riega el campo de Cartagena, teme llegar a Ilorci. hoguera de Escipión y, dirigiéndose hacia poniente, busca el Océano Atlántico.
Plinio

En algunos casos, se opta por la solución de las dos fuentes, considerando al río Betis como la unión de Guadalimar y Guadiana Menor. Nunca, sin embargo, una fuente romana sitúa el nacimiento del río Betis en el actual Alto Guadalquivir

### La situación en laEdad Media

#### Al-Ándalus
La llegada de los árabes y sus siete siglos de presencia en la península, no dieron una sola información favorable a considerar al Alto Guadalquivir como fuente del Gran Río. Se mantuvieron las dos opciones romanas, y se añadió una tercera, tardía y poco convincente, claramente dictada por los intereses geo-políticos: el río Genil. Las opciones musulmanas, por tanto, eran:
- a) Guadalimar - Guadalmena: autores como Xams al-Din o Abu-l-Fida mantuvieron esta tesis, paulatinamente en desuso.

- b) Guadiana Menor - Río de Orce: fue la opción mayoritaria de los geógrafos e historiadores musulmanes, como Al-Razi, Yagut al-Hamawi, Al-Idrisi (en el año 1154) y, de forma especialmente nítida, el libro anónimo, de varios autores no identificados, conocido como Gayangos, Libro de los geógrafos (año 532 de la Hégira). Algunos autores, entre ellos Al-Zuhri, llegaron a citar, como principal afluente del Gran Río, por su margen derecha, al Río del Castillo de Hornos, que los geógrafos identifican con el actual Alto Guadalquivir.[7]

- c) El Genil: esta opción surgió tardíamente, cuando el reino Nazarí de Granada se encontraba en su apogeo, y la defendieron autores como Ibn Abd al-Rabbihi e Ibn al-Jatib, aunque no tuvo continuidad temporal.

#### Los cristianos
A partir de 1243, cuando el rey Fernando III y sus continuadores han conquistado ya, prácticamente todo el valle del Guadalquivir y Cazorla, comienza a hablarse del Alto Guadalquivir como fuente del río. Se trata de otra opción geo-política, puesto que el Guadiana Menor seguía en manos musulmanas. 

Así, el candidato menos considerado por los antiguos como fuente del Betis —sólo en no considerarlo coinciden todos los autores— vino a ser esa piedra desechada por los arquitectos que quedó convertida en clave del arco, siguiendo la frase evangélica. No podía ser menos, dado el carácter eclesiástico y arzobispal que tuvo la conquista del Adelantamiento de Cazorla
González Barberán

A partir de este momento, se oficializa el Alto Guadalquivir como fuente del gran río. Cuando, finalmente, el Guadiana Menor cae en manos cristianas, es ya demasiado tarde y cientos de textos han dado ya por definitiva la ubicación del nacimiento, y así se mantiene durante toda la Edad Moderna.

## La posición de los técnicos contemporáneos
Según indica Mariano Palancar, ingeniero y Director de la Confederación Hidrográfica del Guadalquivir durante los años 70, se considera rama principal de un río, al recibir este un afluente, a la que cumple los siguientes requisitos:
- mayor caudal permanente;
- menor pendiente de cauce (por estar más asentado y ser más antiguo);
- mayor longitud;
- mayor capacidad de la cuenca hidrográfica.

### La opción Guadalimar
El estudio de las opciones históricamente planteadas indica que, aunque el río Guadalimar es, geológicamente hablando, el río tectónico y originario, que corre por una falla y da lugar al valle, y podría haber sido el verdadero Guadalquivir si no hubiesen existido movimientos geológicos posteriores, ni él, ni mucho menos el Genil, cumplen con las condiciones citadas.

### La opción Guadiana Menor
En cuanto al encuentro entre el Alto Guadalquivir y el Guadiana Menor, en el punto justo de la confluencia, el cauce del Guadiana Menor es un poco más pendiente que el Alto Guadalquivir. Sin embargo, esta percepción solo se mantiene unos cuantos metros aguas arriba, correspondiendo dicha anomalía a la existencia de un escalón pliocénico. En todos los parámetros, el Guadiana Menor cumple las condiciones de río principal.

Podemos, pues, afirmar con datos objetivos que, a excepción del breve escalón pliocénico, el Guadiana Menor es más bajo, más largo y más caudaloso -recordemos las vegas de riego- que el llamado, y bien llamado pues nadie va a discutir ahora en cuestión de nombres, Alto Guadalquivir.
Revenga Carbonell

#### El Fardes - Alhama
Dentro de la cuenca del Guadiana Menor, se han defendido varias opciones. En primer lugar la del Fardes-Alhama, que viene de Sierra Nevada, pero que es claramente más joven, más alto y menos caudaloso que el río Barbata.

#### Río de Orce - Las Cañadas de Cañepla
Otra opción planteada, aguas arriba del río Barbata, es la del río de Orce, afluente por su izquierda, y Cañada de Cañepla (Almería), afluente, a su vez, de este. Desde la pedanía de Topares parte un camino sin asfaltar hacia el caserío de Santonge: un paraje protegido por la Unesco que alberga notables pinturas rupestres. A unos tres kilómetros de Topares y a unos cien metros del camino se encuentra el brocal de un pozo. Las aguas que en época de lluvia brotan a pocos pasos del pozo ya pertenecen a la Cuenca Hidrográfica del Guadalquivir. Este lugar, frecuentemente seco en la superficie, oculta una corriente subterránea que aflora con un modesto caudal cerca de las Cañadas de Cañepla, donde recibe el nombre de arroyo de la Cañada del Salar. La vegetación que crece junto al pozo, especialmente juncáceas, prueba que hay un caudal subterráneo de agua. 
Sin embargo, las mediciones de Revenga Carbonell, y las publicadas por la CHG, desechan también esta opción.

#### El Barbata (o Guardal)
Es, pues, el río Barbata, técnicamente, el río principal, aunque a veces se le llama Guardal (que sería un afluente del Barbata según la CHG). Nace en el macizo de La Sagra (en el municipio de Puebla de Don Fadrique), más específicamente, en la Fuente de los Agujeros, a 1.740 m de altitud. El nacimiento está muy cerca de la Sierra de Guillimona, en cuya vertiente norte nace el río Zumeta, uno de los primeros afluentes del río Segura, quizás el más caudaloso en su tramo alto. 
Se cumple así la descripción de Plinio, confirmada dos mil años después por las mediciones técnicas.

## A modo de resumen
El historiador González Barberán, ofrece este cuadro final de la discusión:
- Guadalquivir geológico: Guadalimar - Guadalmena

- Guadalquivir hidrográfico: Guadiana Menor - Barbata

- Guadalquivir histórico:

- para los romanos: Guadiana Menor - río de Orce;
- para los árabes: Guadiana Menor - río de Orce / Genil;
- para los cristianos (a partir de Fernando III): Alto Guadalquivir.

Cinco Guadalquivires, por tanto, para un solo río.

## La fuente oficial
La decisión, en su momento, de que el Alto Guadalquivir, en vez de ser el río Aguamulas o el río Borosa, ambos nacidos en la Sierra de Segura y más caudalosos que el Guadalquivir en el momento de la confluencia, era el nacido en la Sierra de Cazorla, pudo ser también de carácter geo-político, como se ha visto antes, por varias razones:
- Primera, la capitalidad del señorío eclesiástico del Arzobispado de Toledo, denominado Adelantamiento de Cazorla, instituido en el siglo XIII por Rodrigo Ximénez de Rada, se situaba en Cazorla, aunque ello fuera más simbólico y testimonial que otra cosa.

- Segundo. En la época en que se planteó fijar el punto donde naciese el referido río (siglo XVI), era más fácil explorar el Puente de las Herrerías, aguas arriba, hasta llegar a la Cañada de las Fuentes, en vez de explorar ríos mucho más caudalosos pero con accesos difíciles. Como por ejemplo el río Borosa, que nace en Aguas Negras, o el río Aguamulas que nace al pie de Las Banderillas, en un lugar enormemente escarpado. Ambos ríos están en la Sierra de Segura, cuya capitalidad era y es Segura de la Sierra.

- Tercero. Todos esos territorios, de la Sierra de Segura, eran patrimonio y jurisdicción, en su día, de la Orden de Santiago, por lo que es factible que el Arzobispado de Toledo prefiriera una opción situada dentro de sus dominios.

El libro publicado en 1977 por la Confederación Hidrográfica del Guadalquivir, citado anteriormente, no entra en el análisis de estas tres opciones, dando por sentado que el Alto Guadalquivir nace en su fuente oficial, en la Sierra de Cazorla, aunque en término municipal de Quesada. Esa es la posición oficial y no es planteable, actualmente, cambio alguno en ello.